# BR 50

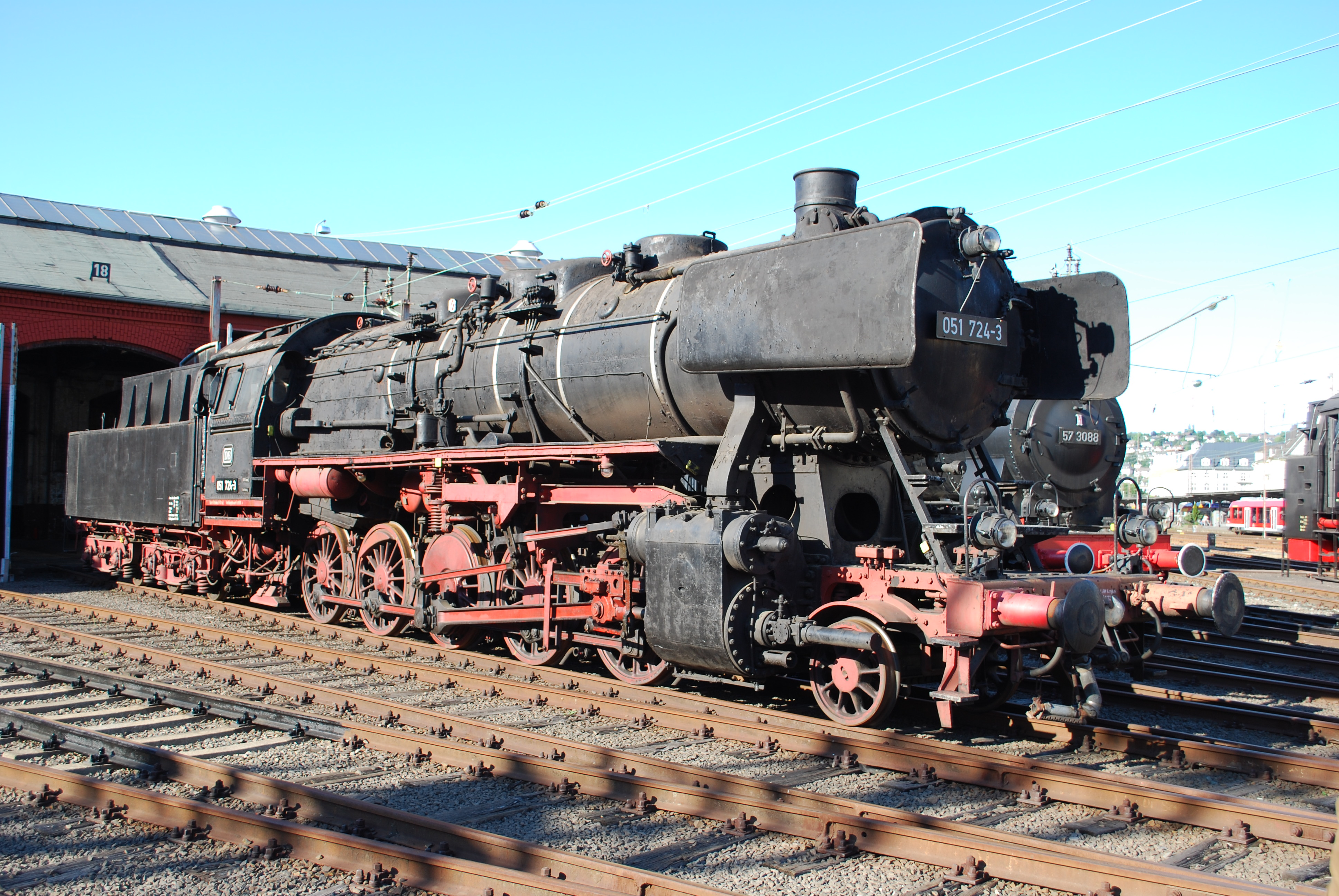
Une locomotive BR 50ük en Allemagne.

Les Decapod de la série des 150 Z furent des locomotives à vapeur d'origine allemande où elles apparurent en 1938, immatriculées BR 50 (BR signifiant Baureihe, autrement dit : série ou gamme). Elles ont été la base sur laquelle fut conçue la série simplifiée des BR 52 (futures 1-150 Y à la SNCF).
Une version intermédiaire entre les BR 50 et les BR 52 a été mise au point lors de la guerre avant que la BR 52 ne soit mise au point, il s'agit de la BR 50ük (ük signifiant Übergangskriegslokomotive, autrement dit : locomotive de guerre transitoire).
Ce modèle de locomotives de puissance moyenne et de poids très faible fut mis au point juste avant la Seconde guerre mondiale ; il devait permettre de remplacer les G10 prussiennes, construites de 1910 à 1924 et dont près de 2400 exemplaires étaient utilisées en Allemagne.
En dehors de l'Allemagne, les usines de plusieurs pays occupés ou annexés (Autriche, Belgique, Pologne, Tchécoslovaquie…) réalisèrent des locomotives BR 50 ou 50ük durant la Seconde Guerre mondiale ; les usines françaises ne construisirent pas ce modèle : elles furent choisies pour construire des locomotives plus puissantes, série 44 ou 44ük (futures 150 X à la SNCF).
Les BR 52, plus rustiques et plus simples à utiliser, entraînèrent le redéploiement vers l'Allemagne de la plupart des BR 50 avant la défaite de 1945.

## Déclinaisons par pays
En 1945, les BR 50 se retrouvèrent dispersées dans toute l'Europe :
- 150 Z à la SNCF (33 exemplaires)
- Ty5 aux PKP (54 exemplaires + 2 irrécupérables)
- Type 25 à la SNCB (185 exemplaires construits pendant la guerre + une vingtaine après la guerre),
 près de 150 des machines construites pour les Allemands pendant la guerre furent rapatriées et mises à la ferraille sauf 12 d'entre elles vendues au Danemark :
- Série N aux DSB (12 exemplaires, ex Belgique)

Après la guerre et les dédommagements, les pays vaincus conservèrent une partie de leur dotation initiale : 
- DB : 2500 locomotives[2]
- DR : 350 locomotives
  - 88 machines plus modernes, construites de 1956 à 1960, et désignées série 50.40 (de)

## Utilisation et services

### En France
La SNCF récupéra 33 machines série 50 ou 50ük au sortir de la guerre qui restèrent toutes hors inventaire et cantonnées à l'Alsace. Elles furent immatriculées 1-150 Z numéros entre 11 et 3137 en gardant les numéros attribués par la DRG.

## Description
Ces Decapod disposaient d'un moteur à deux cylindres à simple expansion et la distribution était du type « Walschaerts ». Le corps de la chaudière d'un diamètre interne de 1,70 m était équipée de deux dômes de prise de vapeur, et d'un foyer « Crampton » avec une grille de 3,90 m2 de surface débordante sur le cinquième essieu. L'échappement était fixe de type « Allemand ». Le bogie-bissel du type « Krauss-Helmholtz » avait un déplacement latéral de + ou - 15 mm pour l'essieu moteur et de + ou - 96 mm pour l'essieu porteur. Elles étaient munies d'écrans pare-fumées de type « Wagner » ou suspendus de type « Witte ». Elles disposaient pour certaines de la cabine fermée des BR 52 (future 1-150 Y). La charge sur les essieux moteurs atteignait seulement 16 t et la série était dite du type léger par opposition au type lourd qu'étaient les 150 X.
Cette charge limitée leur permettait de circuler sur toutes les lignes secondaires alsaciennes.
Leurs dépôts furent Haguenau et Mulhouse-Nord. La série fut amortie pour 1956.

## Tenders
Les tenders qui leur furent accouplés ont toujours été les mêmes : il s'agissait de tenders à bogies et caisse soudée contenant soit 25 m3 d'eau et 8 t de charbon immatriculé 1-25 Z 1264 soit 26 m3 d'eau et 8 t de charbon immatriculé 1-26 Z numéros entre 11 et 6848. Ils étaient extérieurement très ressemblant aux tenders des 1- et 2-150 X, les 1- et 2-34 X, mais leur caisse était plus basse.

## Caractéristiques
- Pression de la chaudière : 16 kg/cm2
- Diamètre du cylindre HP : 600 mm
- Diamètre des roues motrices : 1 400 mm
- Diamètre des roues du bissel : 850 mm
- Masse en ordre de marche : 86,7 t
- Masse adhérente : 77,4 t
- Longueur hors tout : 13,580 m
- Masse du tender en ordre de marche : de 60,2 t à 59,2 t
- Masse totale : de 137,6 t à 136,6 t
- Longueur totale : 23 m
- Vitesse maximale en service : 80 km/h

## Préservation
La locomotive 50-3661 acquise en Allemagne est préservée sur le Chemin de fer touristique du Haut Quercy à Martel.